# Tied & Tickled Trio
Tied & Tickled Trio – niemiecka grupa muzyczna powstała w 1994 roku. Zespół wykonuje muzykę z pogranicza elektro, dub i jazzu.

## Dyskografia

### Albumy
- Tied + Tickled Trio (1997)
- EA1 EA2 (1999)
- EA1 EA2 RMX (2000)
- Electric Avenue Tape (2001)
- Observing Systems (2003)
- Aelita (2007)